# Litteraturåret 1966

## Händelser
26 maj – Lars Gyllensten blir invald i Svenska Akademien.

### Obekant datum
- Den brittiske poeten Tom Raworth debuterar med The Relation Ship på det egna förlaget Goliard Press.

## Priser och utmärkelser
- Nobelpriset – Samuel Agnon, Israel och Nelly Sachs, Sverige[2]
- ABF:s litteratur- & konststipendium – Staffan Beckman
- Aftonbladets litteraturpris – Erik Beckman
- Bellmanpriset – Bo Bergman och Tomas Tranströmer
- BMF-plaketten – Sven Fagerberg för Det vitmålade hjärtat
- Carl Emil Englund-priset – Bengt Emil Johnson för Gubbdrunkning
- Dan Andersson-priset – Nils Parling
- De Nios Stora Pris – Lars Gyllensten
- Doblougska priset – Tage Aurell, Sverige och Jakob Sande, Norge
- Eckersteinska litteraturpriset – Staffan Seeberg
- Elsa Thulins översättarpris – Gunnel Vallquist
- Gustaf Frödings stipendium – Birgitta Trotzig
- Landsbygdens författarstipendium – Karl Erik Johansson och Sune Jonsson
- Letterstedtska priset för översättningar – Gunnel Vallquist för översättningen av Marcel Prousts På spaning efter den tid som flytt
- Litteraturfrämjandets stora pris – Lars Ahlin
- Litteraturfrämjandets stora romanpris – Åke Wassing
- Nordiska rådets litteraturpris – Gunnar Ekelöf, Sverige för diktsviten Dīwān över Fursten av Emgión
- Schückska priset – Bengt Holmqvist
- Signe Ekblad-Eldhs pris – Tora Dahl
- Stig Carlson-priset – Åsa Wohlin
- Svenska Akademiens stora pris – Herbert Tingsten
- Svenska Akademiens tolkningspris – Leif Sjöberg och Muriel Rukeyser
- Svenska Akademiens översättarpris – Erik Mesterton
- Svenska Dagbladets litteraturpris – P.O. Enquist för Hess
- Sveriges Radios Lyrikpris – Ralf Parland
- Sydsvenska Dagbladet Snällpostens kulturpris på 10 000 SEK – Fritiof Nilsson Piraten
- Östersunds-Postens litteraturpris – Gunnar Ahlström
- Övralidspriset – Andreas Lindblom

## Nya böcker

### A – G
- Agenda (dagbok) av Vilhelm Ekelund
- Astronomens hus av Ivar Lo-Johansson
- Barnens dag i Bullerbyn av Astrid Lindgren[3]
- De andra de till hälften synliga av Göran Tunström
- Den doftande trädgården av Shejk Nefzaoui
- Den egentliga berättelsen om herr Arenander: anteckningar av Lars Gustafsson

### H – N
- I en förvandlad stad av Per Anders Fogelström
- Klanger och spår av Tomas Tranströmer
- Klockan av Ulla Isaksson
- Lotus i Hades av Lars Gyllensten
- Mannen som gick upp i rök av Maj Sjöwall och Per Wahlöö
- Medan vi låg och sov av Elsa Grave
- Nattfjäril av Folke Fridell
- Noy bor i Thailand av Astrid Lindgren[3]
- Ny engelsk dramatik av Per Gunnar Evander
- Nya hyss av Emil i Lönneberga av Astrid Lindgren[4]
- Randi bor i Norge av Astrid Lindgren[3]

### O – U
- Octopussy av Ian Fleming
- Prins Valiant och Konsum av P.C. Jersild
- Prix Nobel av Carl Fredrik Reuterswärd
- Pyton av P.C. Jersild
- Revolt mot jorden av Robert A. Heinlein
- Sagan om Fatumeh av Gunnar Ekelöf
- Schackspelarens läsebok av Åke Wassing och Gideon Ståhlberg
- Självporträtt av en drömmare med öppna ögon av Artur Lundkvist
- Svedjeelden brinner av Martin Perne
- Sveket av Birgitta Trotzig
- Turkmenistan av Jan Myrdal
- Tystnaden av Shusaku Endo

### V – Ö
- vithåriga revolvrar, fem franska surrealister, André Breton, Paul Eluard, Tristan Tzara, Benjamin Péret och René Char i tolkning av Åsa Scherdin-Lambert och i urval och med inledning av Artur Lundkvist.
- Åtrån fångad i svansen av Pablo Picasso i svensk tolkning och med efterskrift av Arne Häggqvist
- Ögat i bombsiktet av Gösta Friberg

## Födda
- 4 januari – Stig Sæterbakken, norsk författare
- 6 februari – Kristian Lundberg, svensk författare och litteraturkritiker.
- 2 mars – Alexandra Coelho Ahndoril, svensk författare och litteraturkritiker.
- 27 mars – Jakob Wegelius, svensk författare och illustratör.
- 4 april – Åsa Lantz, svensk författare.
- 2 maj – Øyvind Rimbereid, norsk författare.
- 28 maj – Tomas Bannerhed, svensk författare.
- 8 juni – Jörgen Lind, svensk författare.
- 30 juni – Pasi Ilmari Jääskeläinen, finsk författare.
- 19 juli – Peter Birro, svensk-italiensk författare.
- 21 juli – Lars Fiske, norsk serieskapare, illustratör och barnboksförfattare.
- 4 oktober – Erik Wallrup, svensk författare och musikkritiker.
- 4 november – Ardina Strüwer, svensk journalist, författare och fotograf.
- 19 november – Ingelin Angerborn, svensk författare.

## Avlidna
- 6 mars – Christian Günther, 79, svensk författare, diplomat, utrikesminister.
- 27 mars – Ragnar Josephson, 75, svensk konsthistoriker, författare och Dramaten-chef.
- 1 april – Flann O'Brien, 54, irländsk författare.
- 30 juni – Nils Idström, 66, svensk skådespelare, författare och manusförfattare.
- 25 juli - Frank O'Hara, 40, amerikansk poet.
- 31 juli – Lars Görling, 34, svensk författare, regissör och manusförfattare.
- 28 augusti – Folke Dahlberg, 54, svensk författare och bildkonstnär.
- 28 september – André Breton, 70, fransk poet, surrealismens ledare och främste teoretiker.
- 23 december – Heimito von Doderer, 70, österrikisk författare.

### Fotnoter
1. ↑  Svenska Akademiens ledamotsregister
2. ↑  ”Nobelpriset i litteratur”. https://www.nobelprize.org/prizes/lists/all-nobel-prizes-in-literature/. Läst 20 mars 2011.
3. 1 2 3  ”Astrid Lindgren”. http://www.astridlindgren.se/verken/bocker/bilderbocker. Läst 21 mars 2011.
4. ↑  ”Astrid Lindgren”. http://www.astridlindgren.se/verken/bocker/textbocker?page=1. Läst 21 mars 2011.